# 贝利凯雷德乌赫尔
贝利凯雷德乌赫尔（西班牙語：Bellcaire de Urgel）是西班牙加泰罗尼亚莱里达省的一个市镇。 总面积31平方公里，总人口1281人（2001年），人口密度41人/平方公里。

## 外部連結
- 贝利凯雷德乌赫尔市鎮官方網站 （西班牙文）